# János Vargha
János Vargha (* 1949) ist ein ungarischer Umweltschützer und Biologe. Er engagierte sich sehr gegen den Bau eines Staudamms in der Donau bei Nagymaros.

## Leben
János Vargha wurde 1949 geboren. 1977 schloss er ein Studium der Biologie an der József Attila Universität in Szeged ab.
Seit 1981 engagierte er sich gegen den geplanten Donaustaudamm bei Nagymaros durch Aktionen und Publikationen. 1984 gründete er „Duna Kör“ (Donaukreis) als eine der ersten Umweltgruppen im Ostblock. Ihr gelang es, den Ausbau des Staudamms in Gabčíkovo in der Slowakei zu verhindern.
1985 bekamen er und die Gruppe den Right Livelihood Award (Alternativer Nobelpreis).
1988 führte er mit Unterstützung des World Wildlife Fund eine internationale Konferenz zum Staudammprojekt durch. Vor dem Parlamentsgebäude in Budapest fand eine Demonstration mit 40.000 Teilnehmern gegen den Staudammbau statt. Im Oktober 1988 hatten 150.000 Menschen eine Petition unterschrieben. 1989 stoppte die ungarische Regierung den Bau.
1990 erhielt János Vargha den Goldman Environmental Prize.
Von 1998 bis 2000 war er als oberster Umweltberater der ungarischen Regierung tätig.